# 2008-as Formula–1 brazil nagydíj
A brazil nagydíj volt a 2008-as Formula–1 világbajnokság szezonzáró futama, amelyet 2008. október 31-e és november 2-a között rendeztek meg a brazil Autódromo José Carlos Pace-en, São Paulóban. Ezen a versenyen dőlt el a 2008-as világbajnoki cím mind a versenyzők, mind a konstruktőrök között. Bár Felipe Massa megnyerte hazai futamát, Lewis Hamilton az 5. helyen ért célba, így egy pont előnnyel világbajnok lett. A dobogó második és harmadik fokára Fernando Alonso, valamint Kimi Räikkönen állhatott fel. A konstruktőrök bajnokságát a Ferrari nyerte.

## Szabadedzések

### Első szabadedzés
A brazil nagydíj első szabadedzését október 31-én, pénteken tartották, közép-európai idő szerint 13:00 és 14:30 óra között. Az első helyet Felipe Massa szerezte meg, Lewis Hamilton és Kimi Räikkönen előtt.
| Helyezés | Versenyző            | Csapat/Motor        | Elért idő | Különbség | Futott kör |
| -------- | -------------------- | ------------------- | --------- | --------- | ---------- |
| 1        | Felipe Massa         | Ferrari             | 1:12.305  | –         | 24         |
| 2        | Lewis Hamilton       | McLaren-Mercedes    | 1:12.495  | + 0.190   | 23         |
| 3        | Kimi Räikkönen       | Ferrari             | 1:12.507  | + 0.202   | 18         |
| 4        | Robert Kubica        | BMW Sauber          | 1:12.874  | + 0.569   | 24         |
| 5        | Heikki Kovalainen    | McLaren-Mercedes    | 1:12.925  | + 0.620   | 20         |
| 6        | Fernando Alonso      | Renault             | 1:13.061  | + 0.756   | 25         |
| 7        | Mark Webber          | Red Bull-Renault    | 1:13.298  | + 0.993   | 24         |
| 8        | Nelson Piquet Jr.    | Renault             | 1:13.378  | + 1.073   | 39         |
| 9        | Nick Heidfeld        | BMW Sauber          | 1:13.426  | + 1.121   | 28         |
| 10       | Timo Glock           | Toyota              | 1:13.466  | + 1.161   | 33         |
| 11       | Jarno Trulli         | Toyota              | 1:13.600  | + 1.295   | 24         |
| 12       | Nico Rosberg         | Williams-Toyota     | 1:13.621  | + 1.316   | 23         |
| 13       | Sébastien Bourdais   | Toro Rosso-Ferrari  | 1:13.649  | + 1.344   | 30         |
| 14       | Rubens Barrichello   | Honda               | 1:13.676  | + 1.371   | 28         |
| 15       | Jenson Button        | Honda               | 1:13.766  | + 1.461   | 13         |
| 16       | Nakadzsima Kazuki    | Williams-Toyota     | 1:13.806  | + 1.501   | 24         |
| 17       | Sebastian Vettel     | Toro Rosso-Ferrari  | 1:13.836  | + 1.531   | 30         |
| 18       | David Coulthard      | Red Bull-Renault    | 1:13.861  | + 1.556   | 19         |
| 19       | Adrian Sutil         | Force India-Ferrari | 1:14.704  | + 2.399   | 21         |
| 20       | Giancarlo Fisichella | Force India-Ferrari | 1:14.821  | + 2.516   | 21         |

### Második szabadedzés
A brazil nagydíj második szabadedzését október 31-én, pénteken tartották, közép-európai idő szerint 17:00 és 18:30 óra között. Az edzésen Fernando Alonso volt a leggyorsabb, maga mögé utasítva Felipe Massát és Jarno Trullit.
| Helyezés | Versenyző            | Csapat/Motor        | Elért idő | Különbség | Futott kör |
| -------- | -------------------- | ------------------- | --------- | --------- | ---------- |
| 1        | Fernando Alonso      | Renault             | 1:12.296  | –         | 43         |
| 2        | Felipe Massa         | Ferrari             | 1:12.353  | + 0.057   | 41         |
| 3        | Jarno Trulli         | Toyota              | 1:12.435  | + 0.139   | 44         |
| 4        | Kimi Räikkönen       | Ferrari             | 1:12.600  | + 0.304   | 32         |
| 5        | Mark Webber          | Red Bull-Renault    | 1:12.650  | + 0.354   | 45         |
| 6        | Sebastian Vettel     | Toro Rosso-Ferrari  | 1:12.687  | + 0.391   | 47         |
| 7        | Nelson Piquet Jr.    | Renault             | 1:12.703  | + 0.407   | 44         |
| 8        | Nico Rosberg         | Williams-Toyota     | 1:12.761  | + 0.465   | 42         |
| 9        | Lewis Hamilton       | McLaren-Mercedes    | 1:12.827  | + 0.531   | 33         |
| 10       | Nakadzsima Kazuki    | Williams-Toyota     | 1:12.886  | + 0.590   | 42         |
| 11       | David Coulthard      | Red Bull-Renault    | 1:12.896  | + 0.600   | 38         |
| 12       | Robert Kubica        | BMW Sauber          | 1:12.971  | + 0.675   | 48         |
| 13       | Nick Heidfeld        | BMW Sauber          | 1:13.038  | + 0.742   | 49         |
| 14       | Timo Glock           | Toyota              | 1:13.041  | + 0.745   | 39         |
| 15       | Heikki Kovalainen    | McLaren-Mercedes    | 1:13.213  | + 0.917   | 37         |
| 16       | Rubens Barrichello   | Honda               | 1:13.221  | + 0.925   | 39         |
| 17       | Sébastien Bourdais   | Toro Rosso-Ferrari  | 1:13.273  | + 0.977   | 41         |
| 18       | Jenson Button        | Honda               | 1:13.341  | + 1.045   | 49         |
| 19       | Adrian Sutil         | Force India-Ferrari | 1:13.428  | + 1.132   | 32         |
| 20       | Giancarlo Fisichella | Force India-Ferrari | 1:13.691  | + 1.395   | 33         |

### Harmadik szabadedzés
A brazil nagydíj harmadik, szombati szabadedzését november 1-jén, szombaton, közép-európai idő szerint 14:00 és 15:00 óra között tartották. Az első helyen ismét Fernando Alonso végzett, megelőzve a McLaren két versenyzőjét, Hamiltont és Kovalainent.
| Helyezés | Versenyző            | Csapat/Motor       | Elért idő | Különbség | Futott kör |
| -------- | -------------------- | ------------------ | --------- | --------- | ---------- |
| 1        | Fernando Alonso      | Renault            | 1:12.141  | –         | 19         |
| 2        | Lewis Hamilton       | McLaren-Mercedes   | 1:12.212  | + 0.071   | 18         |
| 3        | Heikki Kovalainen    | McLaren-Mercedes   | 1:12.225  | + 0.084   | 18         |
| 4        | Felipe Massa         | Ferrari            | 1:12.312  | + 0.171   | 17         |
| 5        | Sebastian Vettel     | Toro Rosso-Ferrari | 1:12.389  | + 0.248   | 19         |
| 6        | Nick Heidfeld        | BMW Sauber         | 1:12.402  | + 0.261   | 19         |
| 7        | Sébastien Bourdais   | Toro Rosso-Ferrari | 1:12.426  | + 0.285   | 18         |
| 8        | Mark Webber          | Red Bull-Renault   | 1:12.453  | + 0.312   | 18         |
| 9        | Nelson Piquet Jr.    | Renault            | 1:12.457  | + 0.316   | 24         |
| 10       | Jarno Trulli         | Toyota             | 1:12.457  | + 0.316   | 19         |
| 11       | Nico Rosberg         | Williams-Toyota    | 1:12.625  | + 0.484   | 16         |
| 12       | Kimi Räikkönen       | Ferrari            | 1:12.698  | + 0.557   | 18         |
| 13       | Timo Glock           | Toyota             | 1:12.712  | + 0.571   | 22         |
| 14       | Robert Kubica        | BMW Sauber         | 1:12.971  | + 0.830   | 22         |
| 15       | Nakadzsima Kazuki    | Williams-Toyota    | 1:13.054  | + 0.913   | 19         |
| 16       | David Coulthard      | Red Bull-Renault   | 1:13.058  | + 0.917   | 22         |
| 17       | Rubens Barrichello   | Honda              | 1:13.135  | + 0.994   | 24         |
| 18       | Jenson Button        | Honda              | 1:13.278  | + 1.137   | 23         |
| 19       | Giancarlo Fisichella | Force India        | 1:13.460  | + 1.319   | 22         |
| 20       | Adrian Sutil         | Force India        | 1:13.680  | + 1.539   | 22         |

## Időmérő edzés
A brazil nagydíj időmérő edzését november 1-jén, szombaton, közép-európai idő szerint 17:00 és 18:00 óra között futották. Az edzést Felipe Massa nyerte Jarno Trulli és Kimi Räikkönen előtt. Lewis Hamilton a negyedik helyet szerezte meg.

### Az edzés végeredménye
| Helyezés | Versenyző            | Csapat/Motor        | 1. rész  | 2. rész  | 3. rész  |
| -------- | -------------------- | ------------------- | -------- | -------- | -------- |
| 1        | Felipe Massa         | Ferrari             | 1:11.830 | 1:11.875 | 1:12.368 |
| 2        | Jarno Trulli         | Toyota              | 1:12.226 | 1:12.107 | 1:12.737 |
| 3        | Kimi Räikkönen       | Ferrari             | 1:12.083 | 1:11.950 | 1:12.825 |
| 4        | Lewis Hamilton       | McLaren-Mercedes    | 1:12.213 | 1:11.856 | 1:12.830 |
| 5        | Heikki Kovalainen    | McLaren-Mercedes    | 1:12.366 | 1:11.768 | 1:12.917 |
| 6        | Fernando Alonso      | Renault             | 1:12.214 | 1:12.090 | 1:12.967 |
| 7        | Sebastian Vettel     | Toro Rosso-Ferrari  | 1:12.390 | 1:11.845 | 1:13.082 |
| 8        | Nick Heidfeld        | BMW Sauber          | 1:12.371 | 1:12.026 | 1:13.297 |
| 9        | Sébastien Bourdais   | Toro Rosso-Ferrari  | 1:12.498 | 1:12.075 | 1:14.105 |
| 10       | Timo Glock           | Toyota              | 1:12.223 | 1:11.909 | 1:14.230 |
| 11       | Nelson Piquet Jr.    | Renault             | 1:12.348 | 1:12.137 |          |
| 12       | Mark Webber          | Red Bull-Renault    | 1:12.409 | 1:12.289 |          |
| 13       | Robert Kubica        | BMW Sauber          | 1:12.381 | 1:12.300 |          |
| 14       | David Coulthard      | Red Bull-Renault    | 1:12.690 | 1:12.717 |          |
| 15       | Rubens Barrichello   | Honda               | 1:12.548 | 1:13.139 |          |
| 16       | Nakadzsima Kazuki    | Williams-Toyota     | 1:12.800 |          |          |
| 17       | Jenson Button        | Honda               | 1:12.810 |          |          |
| 18       | Nico Rosberg         | Williams-Toyota     | 1:13.002 |          |          |
| 19       | Giancarlo Fisichella | Force India-Ferrari | 1:13.426 |          |          |
| 20       | Adrian Sutil         | Force India-Ferrari | 1:13.508 |          |          |

## Futam
A brazil nagydíj futama november 2-án, vasárnap, közép-európai idő szerint 18:10 órakor rajtolt.

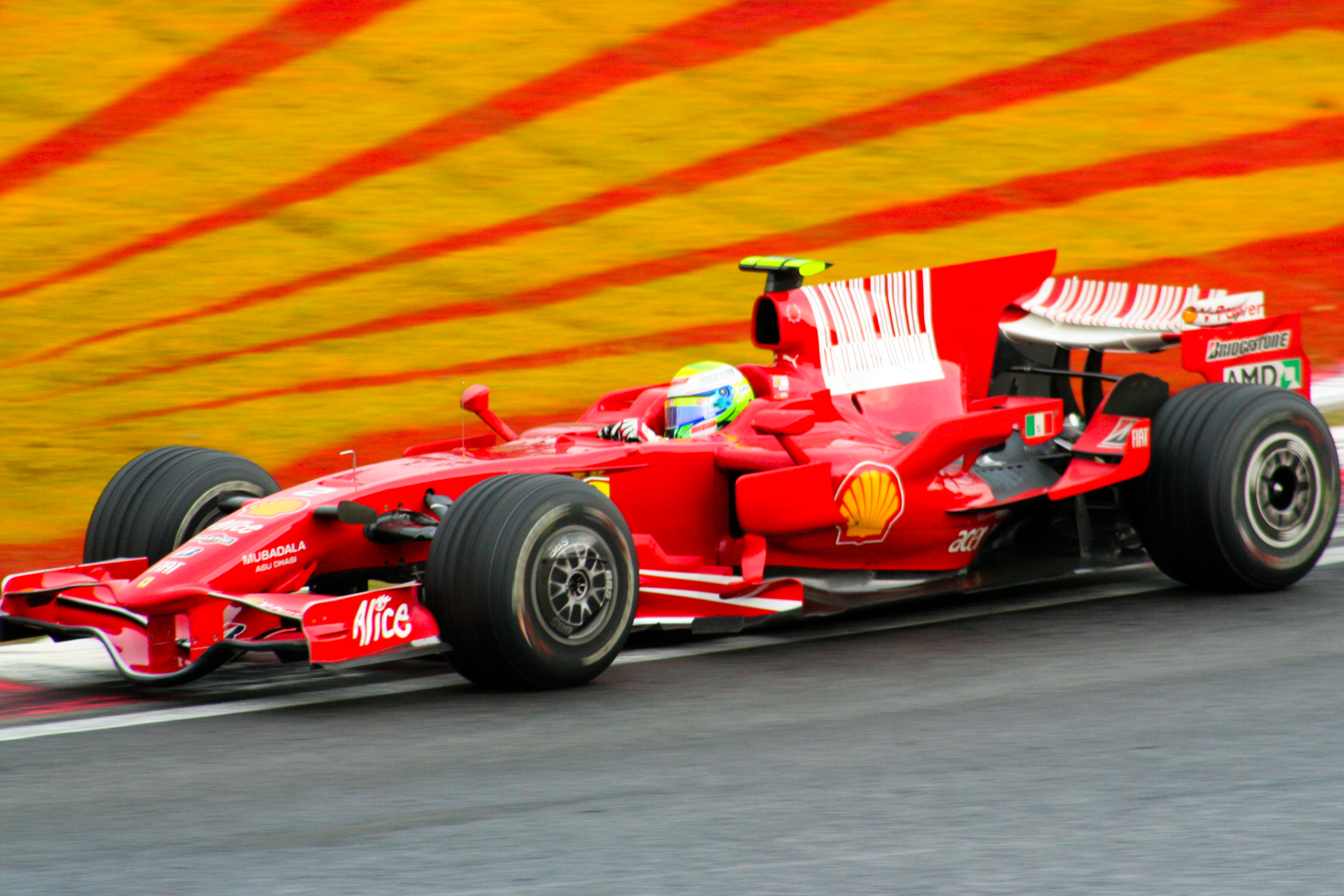
Massa hazai versenyén

A rajtot néhány perccel elhalasztották, mivel hirtelen eső jött. Massa magabiztosan nyerte a futamot, Hamilton pedig tudta tartani a világbajnoki címhez szükséges ötödik helyet, a vége előtt 2 körrel azonban Sebastian Vettel megelőzte, amivel visszacsúszott a 6. helyre. A verseny vége előtt egy kanyarral Hamilton, az immár szakadó esőben, utolérte a száraz pályára való gumikon csúszkáló Timo Glockot. Ezt kihasználva Hamilton meg tudta előzni őt, s így bejött az ötödik helyre, amivel a világbajnokságot 98 ponttal, egy pont előnnyel megnyerte. Massa után a befutók sorrendje Alonso, Räikkönen, Vettel, Hamilton, Glock, Kovalainen és Trulli volt.
2008-ban Lewis Hamilton lett minden idők legfiatalabb Formula–1-es világbajnoka. A konstruktőri verseny győztese a Ferrari lett 172 ponttal.
| Helyezés | Rajthely | #  | Versenyző            | Csapat/Motor        | Futott Kör | Idő/Kiesés oka | Pont |
| -------- | -------- | -- | -------------------- | ------------------- | ---------- | -------------- | ---- |
| 1        | 1        | 2  | Felipe Massa         | Ferrari             | 71         | 1h34:11.435    | 10   |
| 2        | 6        | 5  | Fernando Alonso      | Renault             | 71         | + 13.298       | 8    |
| 3        | 3        | 1  | Kimi Räikkönen       | Ferrari             | 71         | + 16.235       | 6    |
| 4        | 7        | 15 | Sebastian Vettel     | Toro Rosso-Ferrari  | 71         | + 38.011       | 5    |
| 5        | 4        | 22 | Lewis Hamilton       | McLaren-Mercedes    | 71         | + 38.907       | 4    |
| 6        | 10       | 12 | Timo Glock           | Toyota              | 71         | + 44.368       | 3    |
| 7        | 5        | 23 | Heikki Kovalainen    | McLaren-Mercedes    | 71         | + 55.074       | 2    |
| 8        | 2        | 11 | Jarno Trulli         | Toyota              | 71         | + 1:08.433     | 1    |
| 9        | 12       | 10 | Mark Webber          | Red Bull-Renault    | 71         | + 1:19.666     |      |
| 10       | 8        | 3  | Nick Heidfeld        | BMW Sauber          | 70         | + 1 kör        |      |
| 11       | 13       | 4  | Robert Kubica        | BMW Sauber          | 70         | + 1 kör        |      |
| 12       | 18       | 7  | Nico Rosberg         | Williams-Toyota     | 70         | + 1 kör        |      |
| 13       | 17       | 16 | Jenson Button        | Honda               | 70         | + 1 kör        |      |
| 14       | 9        | 14 | Sébastien Bourdais   | Toro Rosso-Ferrari  | 70         | + 1 kör        |      |
| 15       | 15       | 17 | Rubens Barrichello   | Honda               | 70         | + 1 kör        |      |
| 16       | 20       | 20 | Adrian Sutil         | Force India-Ferrari | 69         | + 2 kör        |      |
| 17       | 16       | 8  | Nakadzsima Kazuki    | Williams-Toyota     | 69         | + 2 kör        |      |
| 18       | 19       | 21 | Giancarlo Fisichella | Force India-Ferrari | 69         | + 2 kör        |      |
| Kiesett  | 11       | 6  | Nelson Piquet Jr.    | Renault             | 0          | Kicsúszás      |      |
| Kiesett  | 14       | 9  | David Coulthard      | Red Bull-Renault    | 0          | Ütközés        |      |

## A világbajnokság végeredménye
| H   | Versenyzők        | Pont | H   | Konstruktőrök       | Pont |
| --- | ----------------- | ---- | --- | ------------------- | ---- |
| 1.  | Lewis Hamilton    | 98   | 1.  | Ferrari             | 172  |
| 2.  | Felipe Massa      | 97   | 2.  | McLaren-Mercedes    | 151  |
| 3.  | Kimi Räikkönen    | 75   | 3.  | BMW Sauber          | 135  |
| 4.  | Robert Kubica     | 75   | 4.  | Renault             | 80   |
| 5.  | Fernando Alonso   | 61   | 5.  | Toyota              | 58   |
| 6.  | Nick Heidfeld     | 60   | 6.  | Toro Rosso-Ferrari  | 39   |
| 7.  | Heikki Kovalainen | 53   | 7.  | Red Bull-Renault    | 29   |
| 8.  | Sebastian Vettel  | 35   | 8.  | Williams-Toyota     | 26   |
| 9.  | Jarno Trulli      | 31   | 9.  | Honda               | 14   |
| 10. | Timo Glock        | 27   | 10. | Force India-Ferrari | 0    |
| 11. | Mark Webber       | 21   | 11. | Super Aguri-Honda*  | 0    |

* A Super Aguri csapat a Török Nagydíjat megelőzően visszalépett anyagi nehézségek miatt.

(A teljes táblázat)

## Statisztikák
Vezető helyen:
- Felipe Massa: 64 (1-9 / 12-38 / 44-71)
- Jarno Trulli: 2 (10-11)
- Fernando Alonso: 2 (39-40)
- Kimi Räikkönen: 3 (41-43)

Felipe Massa 11. győzelme, 15. pole-pozíciója, 11. leggyorsabb köre, 4. mesterhármasa (gy, pp, lk)
- Ferrari 209. győzelme.
- Lewis Hamilton elnyerte a legfiatalabb Formula–1-es világbajnoknak járó címet Fernando Alonsótól.[12]
- Hamilton a Formula–1 történetének 9. brit világbajnoka. Győzelmével hosszú csendet tört meg, konstruktőri címet brit csapat utoljára 1998-ban (McLaren),[13] egyéni vb-t brit versenyző 1996-ban (Damon Hill)[14] nyert.
- A Ferrari történetének 16. csapatvilágbajnoki címét szerezte,[15] ezzel megerősítette vezető helyét a 9 vb-győzelemnél járó Williams előtt.[16]
- A Williams 1997 óta nem szerzett világbajnoki címet, s ezzel a rekorddal "büszkélkedhet". Jelenleg csak 2 csapat van, aki régebb óta szerepel a Formula–1-ben, mint ők. Ferrari 1950 óta, míg a McLaren 1966 óta.
- David Coulthard 247., utolsó versenye.
- Felipe Massa utolsó győzelme.